# Roupala asplenioides
Roupala asplenioides är en tvåhjärtbladig växtart som beskrevs av Herman Otto Sleumer. Roupala asplenioides ingår i släktet Roupala och familjen Proteaceae. Inga underarter finns listade i Catalogue of Life.